# Коломієць Михайло Петрович
Миха́йло Петро́вич Коломі́єць (*20 березня 1958, Київ — 29 жовтня 2002, Молодечно, Білорусь) — засновник Інформаційного агентства «Українські новини».
Освіта: Київський національний університет імені Тараса Шевченка, факультет романо-германської філології (1982-1986).

## Діяльність
1991-1997 — кореспондент, редактор «Укрінформ-бізнес-новин», «Державного інформаційного агентства України».
З 1997 — засновник, співвласник інформаційного агентства «Українські новини». 
Коломієць дотримувався стандартів незалежної журналістики, орієнтованої на створення прибуткової компанії, яка не потребує фінансової й адміністративної підтримки зовні.
Коломієць створив інформаційне агентство «Українські новини» у 1997 році на базі економічної редакції «Укрінформ-Бізнес-Новин».
У 2000 році агентство ухвалило рішення про універсалізацію, зокрема розпочало випуски політичних новин з метою завоювання позиції лідера на ринку. У цей самий період акціонером "Українських Новин" стало Агентство гуманітарних технологій (50% акцій якого належали Володимиру Грановському, а 50% Валерію Хорошковському).
Станом на 2002 рік Агентство гуманітарних технологій разом з Михайлом Коломійцем мали рівні 50-відсоткові  частки акцій агентства. Коломієць розраховував на інвестиції з боку Хорошковського у розвиток агентства, однак не отримав їх.
У 2002 році він проводив політику активного розширення агентства, залучаючи позики, в тому числі і «Укрсоцбанку», значна частина акцій якого тоді належала Хорошковському.
У жовтні 2002 року Коломієць несподівано виїхав у Білорусь, де трагічно загинув. За даними слідства, яке згодом підтвердило журналістське розслідування, він наклав на себе руки.
За висновками того ж журналістського розслідування, основною причиною самогубства Михайла Коломійця була загроза втрати свого бізнесу.
При цьому, учасник розслідування, журналіст Єгор Соболєв відзначив, що обвинувачувати Валерія Хорошковського за статтею "доведення до самогубства" не можна, оскільки він такого злочину не робив.
14 грудня 2002 року Михайла Коломійця поховано на Лісовому кладовищі в Києві.